# Unplugged...and Seated
Unplugged...and Seated es el tercer álbum en vivo del cantante británico de rock,  Rod Stewart, publicado en 1993 por el sello Warner Bros. Records. Fue grabado bajo la serie de discos de MTV Unplugged en febrero del mismo y contó con sus clásicas canciones y algunos nuevos temas escritos exclusivamente para la presentación en vivo.
Solo días después también se publicó en formato VHS, que incluyó todas las canciones grabadas durante el concierto. En el año 2009 el sello Rhino Records remasterizó el disco con el título Unplugged...and Seated - Collector's Edition, que incluyó dos pistas adicionales y a su vez remasterizó la presentación en vídeo, la cual fue lanzado en formato DVD.

## Antecedentes
Se grabó el 5 de febrero del mismo año en los Universal Studios de Los Ángeles, California, como parte de la serie de álbumes MTV Unplugged. La presentación en vivo reunió por primera vez a Stewart con el guitarrista y excompañero en Faces, Ronnie Wood, donde interpretó sus mejores canciones de varios de sus álbumes de estudio. Además y para el concierto tocaron las canciones «Stay With Me» de Faces, «People Get Ready» que grabó en 1985 con Jeff Beck, «Having a Party» de Sam Cooke y el tema tradicional «Highgate Shuffle».

## Recepción comercial y promoción
Hasta el día es su producción en vivo más exitosa en ventas en varios mercados mundiales. En los Estados Unidos llegó hasta el segundo puesto de la lista Billboard 200 y hasta el momento ha sido certificado con triple disco de platino, tras vender más de 3 millones de copias en ese país. Por su parte, en el Reino Unido también alcanzó la segunda posición en los UK Albums Chart y el mismo año se certificó con disco de platino por vender más de 300 000 copias. También ha sido certificado con varios discos de oro y platino en otros países como Canadá, Argentina, España y Alemania, por ejemplo.
Para su respectiva promoción se publicaron cinco canciones como sencillos, de los cuales «Have I Told You Lately» fue el más exitoso, ya que se ubicó en el primer puesto en los Hot Adult Contemporary Tracks estadounidense y fue certificado con disco de oro en ese mismo país.

## Lista de canciones
| N.º | Título                                   | Duración |  |
| 1.  | «Hot Legs»                               | 4:25     |  |
| 2.  | «Tonight's the Night (Gonna Be Alright)» | 4:04     |  |
| 3.  | «Handbangs and Gladrags»                 | 4:25     |  |
| 4.  | «Cut Across Shorty»                      | 4:58     |  |
| 5.  | «Every Picture Tells a Story»            | 4:45     |  |
| 6.  | «Maggie May»                             | 5:45     |  |
| 7.  | «Reson to Believe»                       | 4:07     |  |
| 8.  | «People Get Ready»                       | 4:59     |  |
| 9.  | «Have I Told You Lately»                 | 4:08     |  |
| 10. | «Tom Traubert's Blues (Waltzing Matilda» | 4:40     |  |
| 11. | «The First Cut is Deepest»               | 4:12     |  |
| 12. | «Mandolin Wind»                          | 5:23     |  |
| 13. | «Highgate Shuffle»                       | 3:54     |  |
| 14. | «Stay With Me»                           | 5:27     |  |
| 15. | «Having a Party»                         | 4:44     |  |

| Pistas adicionales en reedición de 2009 |                  |          |  |
| N.º                                     | Título           | Duración |  |
| 16.                                     | «Gasoline Alley» |          |  |
| 17.                                     | «Forever Young»  |          |  |

## Certificaciones
| País           | Organismo certificador | Certificación     | Ventas certificadas | Ref.   |
| -------------- | ---------------------- | ----------------- | ------------------- | ------ |
| Estados Unidos | RIAA                   | 3x Triple platino | 3 000               | [ 5 ]  |
| Canadá         | CRIA                   | 3x Triple platino | 300 000             | [ 8 ]  |
| Reino Unido    | BPI                    | Platino           | 300 000             | [ 7 ]  |
| Alemania       | BVMI                   | Oro               | 250 000             | [ 9 ]  |
| España         | PROMUSICAE             | Oro               | 50 000              | [ 10 ] |
| Argentina      | CAPIF                  | Oro               | 30 000              | [ 11 ] |

## Músicos
- Rod Stewart: voz
- Ronnie Wood, Jeff Golub, Jim Cregan: guitarra
- Don Teschner: guitarra, mandolina y violín
- Carmine Rojas: bajo
- Charles Kentiss III: piano y teclados
- Kevin Savigar: piano, teclados y acordeón
- Phil Parlapiano: acordeón y mandolina
- Dorian Holley, Darryl Phinnessee y Fred White: coros